# Dienstkleidung der Schweizer PTT

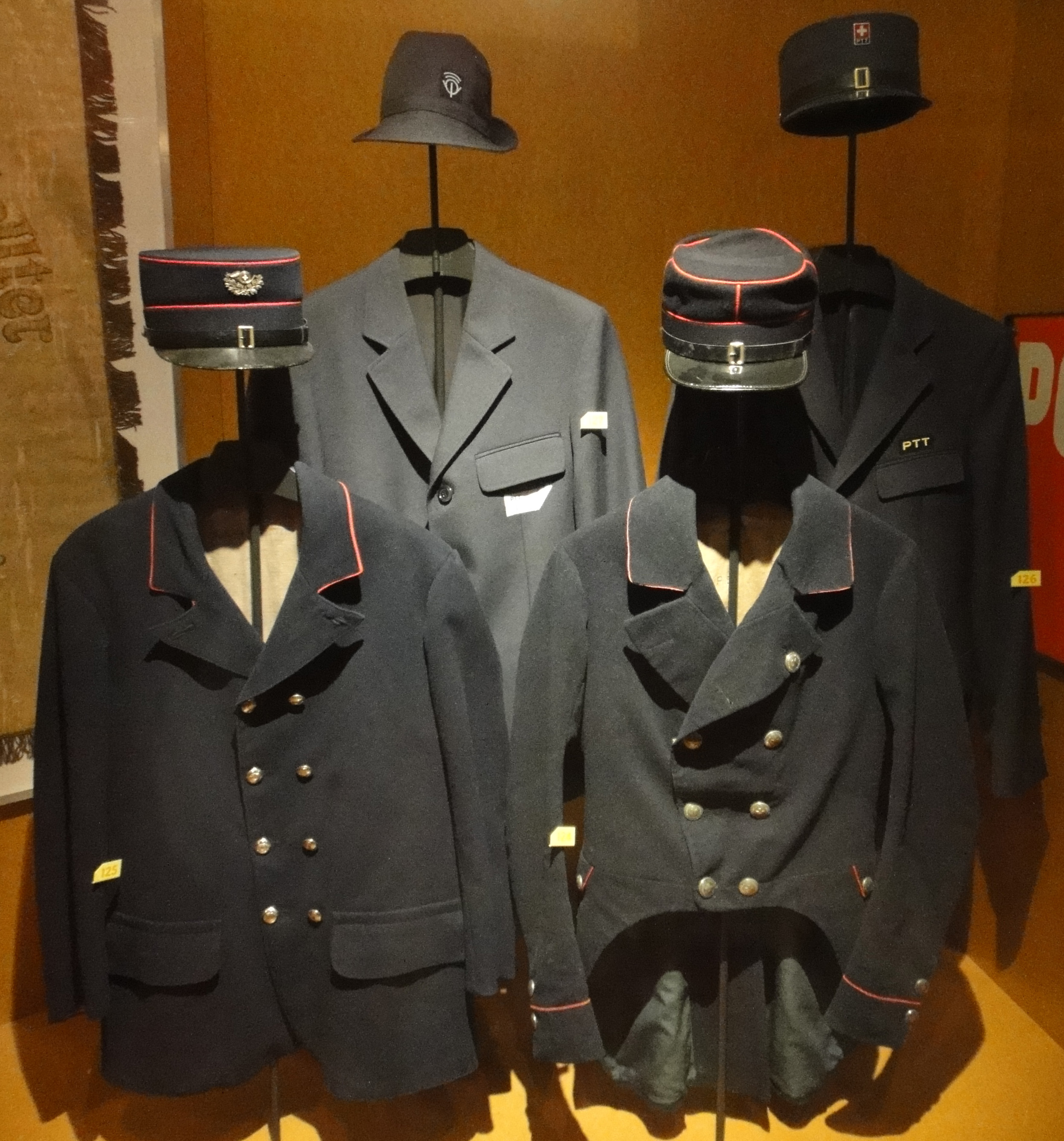
Dienstkleidungen 1900, 1980, 1870, 1950 (von links)

Zur Dienstkleidung der Schweizer PTT existieren bis 1991 sieben verschiedene Verordnungen und Vorschriften. Jede enthält eine Beschreibung der Dienstkleider, aufgeteilt nach dienstlicher Stellung. Jedes Kleidungsstück wird in einem separaten Abschnitt ausführlich beschrieben.

## Geschichte

### 1897
In der Verordnung über die Abgabe der Dienstkleidung an die Beamten und Angestellten der Postverwaltung vom 3. Dezember 1897 wurde festgeschrieben, dass alle Beamten und Angestellten der Postverwaltung zum Tragen der Dienstkleider während ihrer dienstlichen Funktionen verpflichtet sind. Es wurden alle Angestellten in Postbureaux (Innendienst) und Postablagen (Aussendienst) wie Posthalter, Ablagehalter, Landbriefträger und Landboten mit Dienstkleidung ausgestattet. Bei der Verteilung der Dienstkleider wurden die Beamten und Angestellten in verschiedene Kategorien eingeteilt, deren Ausstattung jeweils separat festgeschrieben war. Es gab folgende für die PTT relevanten Kategorien:
1.     Die Beamten
2.     Die Posthalter, die Postablagehalter, Landbriefträger und Landboten
3.     Angestellte bei Bureaux I. und II. Klasse
4.     Übriges Personal
Für die Postillone als Angestellte der Postpferdehalter und Postfürungsunternehmer galten separate Vorschriften: Ihnen wurde im Gegensatz zu den Kategorien 1-4 nur ein Teil ihrer Dienstkleidung unentgeltlich zur Verfügung gestellt. Sogenannte Privatgehülfen von Beamten und Angestellten erhielten die Dienstkleidung via ihren Vorgesetzten.

### 1931
Mit der Einführung der Vorschriften über die Dienstkleider von 1931 wurden folgende Neuerungen wirksam: Für Postillone war nun nur noch das Tragen eines Hutbandes obligatorisch. Sie erhielten ab 1931 keine Dienstkleidung mehr. Die übrigen Beamten und Angestellten wurden noch gemäss der Verordnung von 1897 ausgerüstet, wobei in den Vorschriften von 1931 eine tabellarische Aufstellung darüber enthalten ist, wer welche Kleidungsstücke erhält. Für jedes Kleidungsstück wurde ab diesem Jahr eine bestimmte Tragedauer festgeschrieben.

### 1933
1933 wurden die ausschliesslich im inneren Dienst (Bureaux, Werkstätten usw.) beschäftigten Personen vom Bezug der Dienstkleider ausgeschlossen. In der tabellarischen Beschreibung werden in diesem Reglement Rangabzeichen aufgeführt. So erhielt bspw. ein Unterbureauchef drei Goldgalons für seine Hose.

### 1936
Gemäss den Vorschriften über die Dienstkleider vom 1. Januar 1936 wurden nur noch diejenigen Beamten mit Dienstkleidern ausgestattet, welche "in der Öffentlichkeit kenntlich zu machen sind, der Witterung ausgesetzt sind oder deren Kleidung durch das Ausüben der dienstlichen Tätigkeit erhebliche Abnutzung oder Verschmutzung erleidet". Die Angestellten wurden nicht mehr erwähnt. Diese Änderung stützte sich auf die Beamtenordnung I vom 24. Oktober 1930. Auch in diesem Reglement wurden in der tabellarischen Aufführung der Dienstkleider weiterhin die jeweiligen Rangabzeichen der Beamten aufgeführt. Die Dienstkleider blieben bis zum Ende der festgeschriebenen Tragezeit im Besitz der Verwaltung. Nach ihrer Ersetzung gingen die ausgemusterten Dienstkleider in den Besitz des jeweiligen Beamten über.

### 1959
Ab dem Jahr 1959 konnte Dienstbekleidung von Personen, welche nicht zu deren Bezug berechtigt sind, von der Verwaltung gekauft werden. Zudem wurde das Verschenken von Dienstkleidung an Drittpersonen ausdrücklich verboten. Die Fahr- und Autoboten, welche die Postillone ersetzten, erhielten eine Armbinde, die sie während der Verrichtung ihres Dienstes tragen mussten. In der tabellarischen Auflistung der Dienstbekleidung im Anhang sind zudem keine Rangabzeichen mehr aufgeführt, womit die Dienstbekleidung ihren militärisch-uniformhaften Charakter verlor.

### 1980
Mit der Einführung der „Personalvorschriften Dienstkleider“ von 1980 wurde ein Punktesystem bei der Abgabe der Dienstkleider eingeführt. Die Angestellten erhielten eine Jahresquote an Punkten, welche sich nach Art und Dauer der Anstellung richtete. Die Abgabe der Dienstkleider war somit nicht mehr an ein festes Datum gebunden, sondern konnte nach den Bedürfnissen der Angestellten erfolgen. Für die Kleidungsstücke galt jedoch weiterhin eine sogenannte Richttragedauer.

### 1991
In den Personalvorschriften aus dem Jahr 1991 sind keine namhaften Änderungen gegenüber 1980 zu finden.